# Phyllaplysia engeli
Phyllaplysia engeli is een slakkensoort uit de familie van de Aplysiidae. De wetenschappelijke naam van de soort is voor het eerst geldig gepubliceerd in 1955 door Er. Marcus.